# Plomelin
Plomelin é uma comuna francesa na região administrativa da Bretanha, no departamento Finisterra. Estende-se por uma área de 26,15 km². Em 2010 a comuna tinha 4 351 habitantes (densidade: 166,4 hab./km²).